# Roy Johansen
Roy Einar Johansen, född 27 april 1960 i Oslo, är en norsk tränare för det norska ishockeylandslaget och före detta  ishockeyspelare. Han spelade för Vålerenga Ishockey och Sportsklubben Djerv i Bergen. Han har sedan 2001 varit tränare för det norska ishockeylandslaget.
Johansen representerade Norge i olympiska vinterspelen 1984, 1988 och 1994.